# Мишић приводилац палца
Миђић приводилац палца 